# 城所國三郎
城所 國三郎（きどころ くにさぶろう、1885年（明治18年）4月1日 - 1937年（昭和12年）8月9日）は、日本の政治家。第5代八王子市長。東京府会議員、八王子市議（2期）。

## 略歴
1885年（明治18年）4月1日 - 神奈川県西多摩郡五日市町（現東京都あきる野市）の旧家である馬場家の次男として生まれる。幼くして両親が死去、祖父母に引き取られる。五日市勧能学校を卒業後1906年（明治39年）の時に八王子の商家城戸家の養子となる。
1917年（大正6年）11月3日八王子町会議員であった養父荘治郎の跡を継ぎ八王子市会議員選挙に立候補当選。京王電気軌道の誘致運動を起こし2期目に当選した後玉南電気鉄道株式会社を設立商議員に就任するなど八王子への鉄道乗り入れを推進する。1921年（大正10年）には八王子商工会議所会頭に就任（1925年（大正14年）に再任）。1924年（大正13年）には東京府会議員選挙に立候補するも落選。
1929年（昭和4年）12月11日 - 第5代八王子市長に就任。緊縮財政を推し進めながら市庁舎の移転、中央線立川駅〜浅川駅（現高尾駅）の電化、八高線（八王子駅〜飯能駅）、武蔵中央電気鉄道の開通を実現させる。東京電燈が導入しようとした電力メートル制（従量制）に反対。1933年（昭和8年）9月18日「東電メートル制実施反対期成同盟会」初代会長となるが、同年12月10日任期満了で退任。市議会は杢代龍喜を選任したため2期目は無かった。1936年（昭和11年）の東京府会議員選挙で当選するも翌年の8月9日に死去した。